# 克萨费维莱尔
克萨费维莱尔（法語：Xaffévillers）是法国洛林大区孚日省的一个市镇，属于埃皮纳区朗贝尔维莱尔县。该市镇2009年时的人口为153人。

## 人口
克萨费维莱尔人口变化图示
| 数据来源：INSEE |